# Yongchun Xiang (socken i Kina)
Yongchun Xiang (kinesiska: 永春, 永春乡) är en socken i Kina. Den ligger i provinsen Yunnan, i den sydvästra delen av landet, omkring 410 kilometer nordväst om provinshuvudstaden Kunming. Antalet invånare är 33 804. Befolkningen består av 16 144 kvinnor och 17 660 män. Barn under 15 år utgör 20,0 %, vuxna 15-64 år 72 %, och äldre över 65 år 6,0 %.
Genomsnittlig årsnederbörd är 940 millimeter. Den regnigaste månaden är juli, med i genomsnitt 296 mm nederbörd, och den torraste är november, med 3 mm nederbörd.